# WHYY-FM
WHYY-FM (91 FM Public Radio) ist ein Netzwerksender innerhalb des National Public Radio aus Philadelphia, Pennsylvania, USA. Er ist die Flaggschiffstation des National Public Radio in Pennsylvania und versorgt die Metropolregion Delaware Valley. Die Studios befinden sich in der Independence Mall im Zentrum von Philadelphia, während der Sender im Stadtteil Roxborough steht. WHYY sendet auf 90,1 MHz mit 13,5 kW und gehört der WHYY Inc. Eine Reihe von weiteren Stationen simulcasten das Programm in New Jersey.
WHYY produziert die wöchentliche Interviewsendung Fresh Air, die u. a. über das Sendernetzwerk des National Public Radio läuft.

## Geschichte

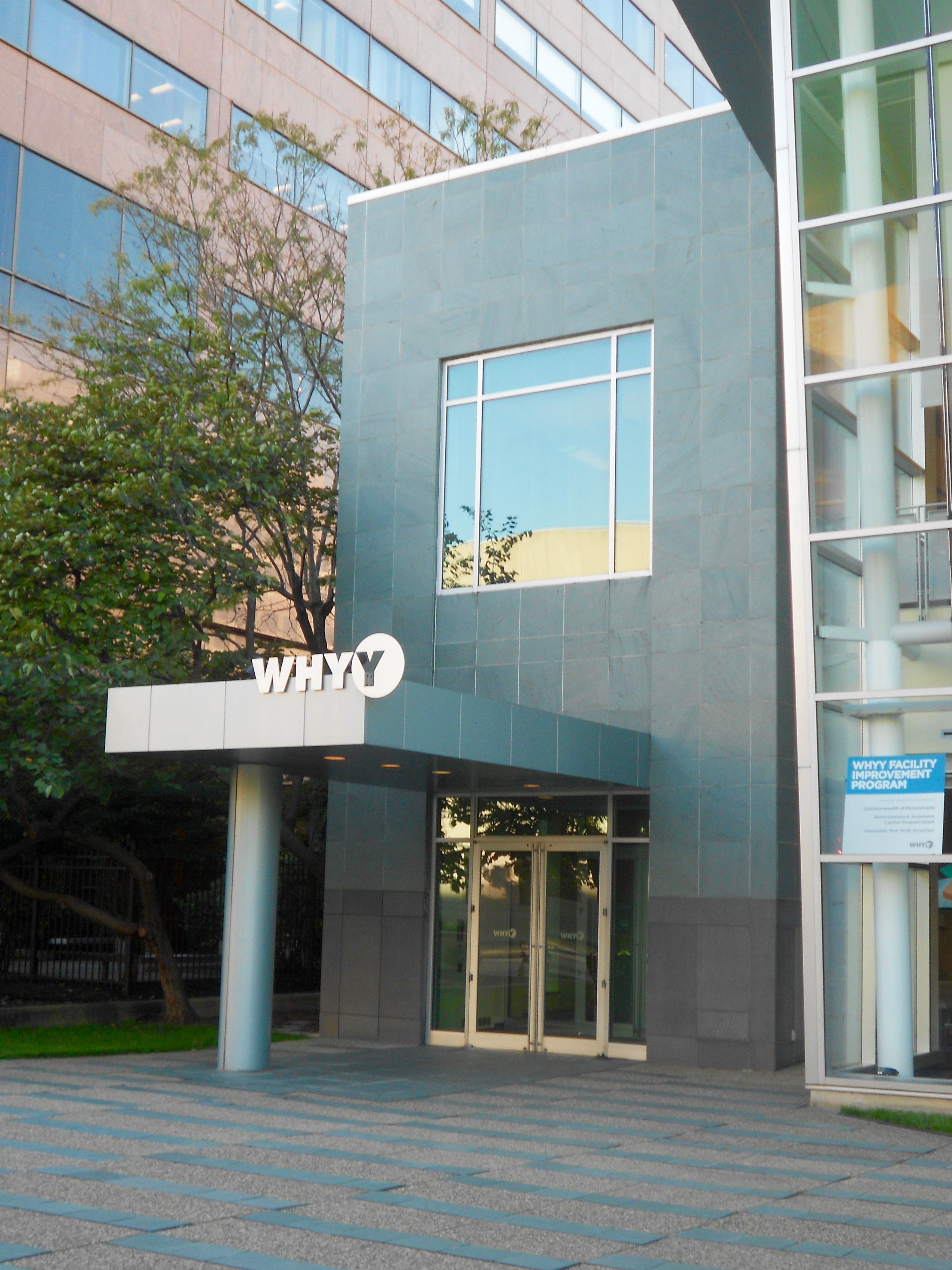
Eingangsbereich des WHYY-Building in der 6th Street, gegenüber der Independence Mall und des National Constitution Centers

WHYY ging am 20. Oktober 1954 auf Sendung. Die Gruppe wurde von einer Gruppe engagierter Bürger um W. Laurence LePage, Präsident des Franklin Institute, gegründet. Die Gruppe konnte den Radiokonzern Westinghouse Radio, Inc. überzeugen, die Ausstattung für eine komplette UKW-Radiostation mit einem Bildungsauftrag zu spenden. Das Rufzeichen WHYY wurde als “Wider Horizons for You and Yours” gedeutet.  Abends sendete WHYY Kultur- und Bildungsprogramme für die Menschen in der Metropolregion Philadelphia und war damit die erste Bildungsstation der Stadt.
Nachdem die Schwester-Fernsehstation WHYY-TV auf Kanal 12 in Wilmington, Delaware lizenziert wurde, zwang die Aufsichtsbehörde FCC die Radiostation 1963 ihr Rufzeichen zu ändern: fortan sendete man als WUHY. Das Originalrufzeichen WHYY bekam die Station 1983 zurück.
WHYY war Gründungsmitglied des National Public Radio im Jahr 1970 und eine der 90 Stationen, die die erste Sendung des Netzwerkes All Things Considered übertrugen.

## Eigenproduktionen
- NPR: Fresh Air mit Terry Gross, ein wochentägliches Magazin zu Contemporary Arts und weiteren Kunstthemen. Eines der populärsten Programme des Public-Radio-Netzwerks. Die Sendung gewann den Peabody Award. Mehr als 450 NPR-Stationen in den USA und für Europa via World Radio Network übertragen das Programm.[3] Die Sendung startete 1975 als lokale Show von WHYY und wird seit 1987 US-weit übertragen.
- In The Pulse geht es um Gesundheit, Wissenschaft und Innovationen in der Region von Philadelphia.